# Dusona flagellator
Dusona flagellator är en stekelart som först beskrevs av Fabricius 1793.  I den svenska databasen Dyntaxa används istället namnet Dusona heterocera. Dusona flagellator ingår i släktet Dusona och familjen brokparasitsteklar. Arten är reproducerande i Sverige. Inga underarter finns listade i Catalogue of Life.